# Seville (Ohio)
Seville – wieś w Stanach Zjednoczonych, w stanie Ohio, w hrabstwie Medina.